# Much
Much (phát âm tiếng Đức: [muːx]) là một đô thị ở Rhein-Sieg, trong Nordrhein-Westfalen, Đức. Đô thị này tọa lạc khoảng 30 km đông bắc của Bonn, và 20 km về phía tây nam của Gummersbach.

## Thành phố kết nghĩa
- Doullens, Pháp, từ năm 1976
- Groß Köris, Brandenburg, từ năm 1991